# Етуш Раїса Володимирівна
Раїса Володимирівна Етуш (* 20 вересня 1955 року) — російська актриса.
Народилася 20 вересня 1955 р. в Москві

## Творчість

### Фільмографія
- 1976 — Доктор філософії — Славка
- 1979 — Цезарь та Клеопатра
- 1982 — Вокзал для двох — Люда
- 1983 — Мосьє Ленуар, котрий… — Марі Бланш
- 1985 — Макар-слідопит — дочка Іраклія
- 1994 — Валентина Георгіївна, Ваш вихід! (документальний фільм, грає сама себе)
- 2000 — Нам 75! — Раневська

## Родина
- Батько — Етуш Володимир Абрамович.